# ميكي فان دي فان
ميكي فـان دي فان (بالهولندية: Micky van de Ven) هو لاعب كرة قدم هولندي في مركز الدفاع، ولد في 19 أبريل 2001 في Wormer ‏ في هولندا. لعب مع نادي فولفسبورغ ونادي فولندام.

## وصلات خارجية
- ميكي فـان دي فان على موقع الاتحاد الأوربي (الإنجليزية)
- ميكي فـان دي فان على موقع قاعدة بيانات كرة القدم.إي يو (الإنجليزية)
- ميكي فـان دي فان على موقع ليكيب (الفرنسية)
- ميكي فـان دي فان على موقع ناشيونال فوتبول تيمز (الإنجليزية)
- ميكي فـان دي فان على موقع Soccerbase.com (لاعب) (الإنجليزية)
- ميكي فـان دي فان على موقع Soccerway.com (الإنجليزية)
- ميكي فـان دي فان على موقع عالم كرة القدم.نت (الإنجليزية)